# Inicjatywa (gry fabularne)
W grach fabularnych oraz niektórych grach bitewnych inicjatywa jest jednym ze współczynników opisujących postać gracza, mówiący, w jakiej kolejności będzie on podejmował swoje akcje w stosunku do innych osób. Inicjatywa jest używana najczęściej w czasie walki lub innych działań, w których dwie strony mają sprzeczne interesy.
W wielu mechanikach gracz, który wyrzucił na kostkach największy wynik będzie wykonywał akcje jako pierwszy, gracz z drugim wynikiem będzie mógł działać jako drugi itd. Niektóre mechaniki stosują jednak odwrotny system – wyrzucenie najmniejszej liczby oczek oznacza najszybszą możliwość działania.
Inicjatywa może być stała (za każdym razem, lub też na przykład w czasie jednej walki) lub też zmieniać się co pewien czas (np. co jedną turę). Większość mechanik, które nie stosuje stałej inicjatywy używa kości, by stwierdzić kolejność akcji – dodaje to także inicjatywie pewien element losowy. Do wyniku rzutu kośćmi dodaje się później różnego rodzaju modyfikatory zależne np. od cech lub umiejętności postaci, czynników niezależnych (które mogą przyspieszać lub spowalniać postać) lub długości działania, które postać chce podjąć. Przykładowo, zwinna postać (postać posiadająca najwyższą cechę "zwinność") zareaguje prawdopodobnie najszybciej, natomiast postać niosąca w plecaku dużo ekwipunku lub też ciężką broń zareaguje później.
Niektóre mechaniki pozwalają wykonać postaci tylko jedną akcję (lub też kilka akcji w tym samym czasie) gdy przychodzi jej kolej działania, inne natomiast pozwalają na wykonanie całego zestawu różnych akcji.